# Rêve causé par le vol d'une abeille autour d'une grenade, une seconde avant l'éveil
Rêve causé par le vol d'une abeille autour d'une grenade, une seconde avant l'éveil est un tableau (huile sur bois) peint par Salvador Dalí en 1944.
Dalí, suivant les théories de Sigmund Freud, voulut représenter sur cette toile les stimuli extérieurs qui viennent s'intégrer dans les rêves. Une interprétation minoritaire considère la toile comme une vision surréaliste de la théorie de l'évolution.

## Contexte
La toile fait partie des rares tableaux réalisés par Dalí en 1944. Il travaillait alors pour le cinéma et pour la mode et il lui restait peu de temps pour peindre. De plus, il avait décidé d'entamer un virage vers le catholicisme qui devait l'éloigner du surréalisme orthodoxe, des théories freudiennes et du monde des rêves. Cette toile fait partie des dernières toiles purement surréalistes, et le long titre choisi lui donne un caractère psychanalytique.

## Description

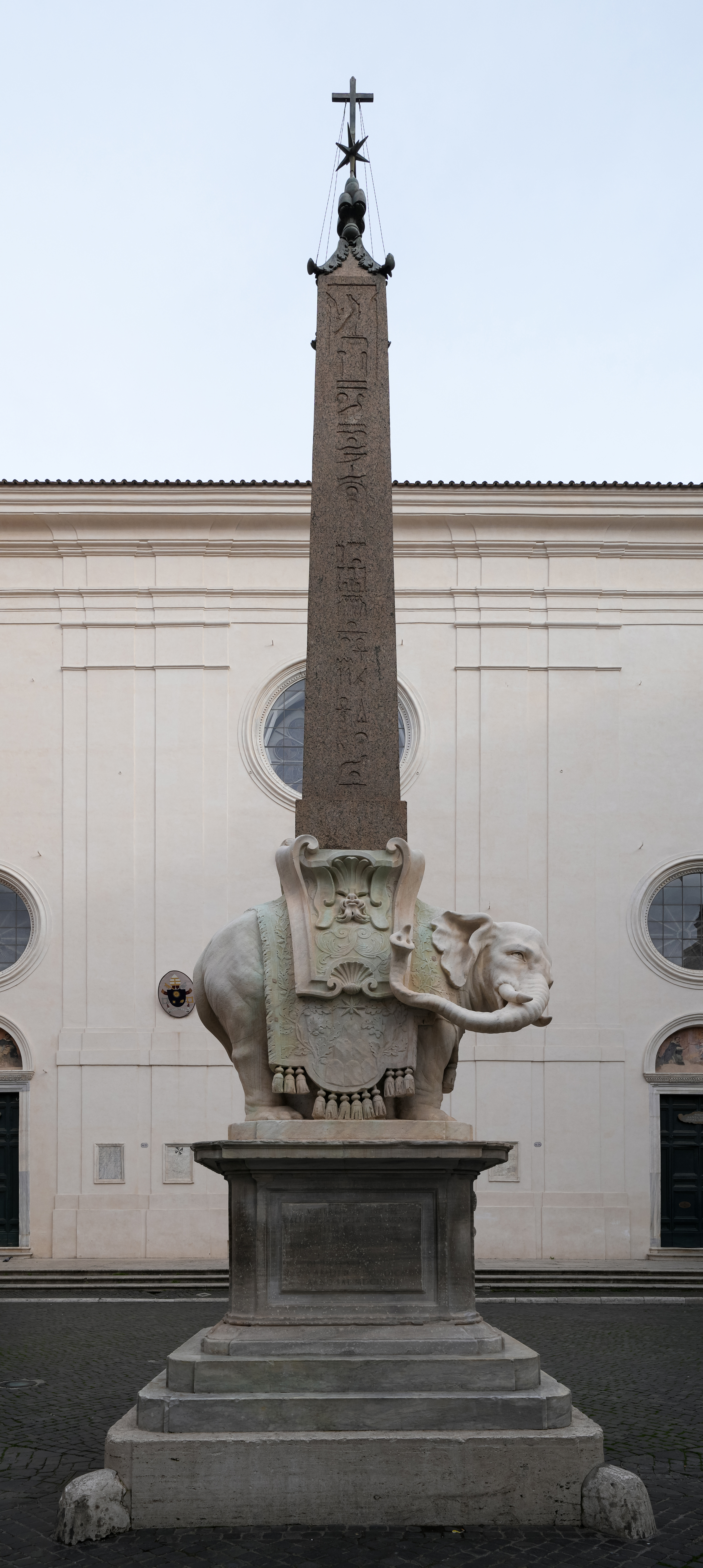
L'éléphant à l'obélisque du Bernin, place Minerve à Rome.

Comme souvent chez Dali, le tableau s'inscrit dans un paysage marin, probablement inspiré de Port Lligat. Dans celui-ci la muse et femme du peintre, Gala, est allongée, nue, lévitant sur un plateau de roche au-dessus de la mer. Deux gouttes d'eau sont suspendues dans l'air ainsi qu'une grenade, dont l'ombre portée sur la roche dessine un cœur. Gala se réveille au moment où le bruit d'une abeille qui vole à côté de la grenade lui évoque une image de baïonnette sur le point de la blesser. La baïonnette vient d'un tigre qui sort lui-même de la bouche d'un autre tigre qui sort de la bouche d'un poisson qui saute hors d'une grenade géante. Le rêve est représenté au travers des images oniriques qu'il nous évoque.
Au fond, on voit un éléphant aux pattes hautes et fines – arachnéennes – très classique chez Dali, et auquel rêve Gala avant que le bruit de l'abeille ne lui évoque ces images terrifiantes. Cet éléphant est inspiré de la sculpture de l'éléphant à l'obélisque qui se trouve place Santa Maria sopra Minerva à Rome, œuvre de Bernini que le peintre a également représentée dans ses toiles La Tentation de Saint Antoine et sur la sculpture d'or et de pierre précieuse réalisée en 1956 L'Éléphant spatial.
L'image de la femme enterrée dans les rochers apparaît dans certaines peintures et dessins de 1926, mais l'expressionnisme d'alors se transforma en un classicisme qui s'objectiva dans certains nus comme Leda atomica, Dalí nu ou le Christ de Gala.
En 1962, Dali expliqua qu'il voulut « mettre en image pour la première fois les découvertes de Freud d'un rêve typique avec un long sujet, conséquence de l'instantanéité d'un accident que provoque l'éveil. Ainsi, comme la chute d'une barre sur le cou d'une personne endormie provoque simultanément son éveil, et la fin d'un long rêve qui prend fin avec la chute sur elle du couperet d'une guillotine, le bruit d'une abeille provoque ici la sensation de la piqure qui réveille Gala ».